# Riemann–von Mangoldts formel
Inom matematiken är Riemann–von Mangoldts formel, uppkallad efter Bernhard Riemann och Hans Carl Friedrich von Mangoldt, en formel som beskriver distributionen av nollställena av Riemanns zetafunktion.
Formeln säger att om N(T) är antalet nollställen av zetafunktionen med imaginär del större än 0 och mindre eller lika stor som T är 
{\displaystyle N(T)={\frac {T}{2\pi }}\log {\frac {T}{2\pi }}-{\frac {T}{2\pi }}+O(\log {T}).}
Formeln upptäcktes av Riemann i hans berömda artikel Über die Anzahl der Primzahlen unter einer gegebenen Grösse (1859) och bevisades av von Mangoldt 1905.
Backlund ger en explicit formel för felet för alla T större än 2:
{\displaystyle \left\vert {N(T)-\left({{\frac {T}{2\pi }}\log {\frac {T}{2\pi }}-{\frac {T}{2\pi }}}-{\frac {7}{8}}\right)}\right\vert <0.137\log T+0.443\log \log T+4.350\ .}